# 대한민국의 SLBM 개발 사업
대한민국의 SLBM 개발 사업은 대한민국 해군의 장보고 3급 잠수함에 장착할 최초의 SLBM을 개발하는 사업이다. K-SLBM이라고도 부른다.

## 역사
2015년 5월 9일, 북한이 최초의 SLBM인 북극성 1호를 최초 수중 시험발사했다. 사거리는 500 - 3000 km로 추정된다.
한국군은 사거리 500 km인 현무-2B 탄도미사일을 개조해 국산 SLBM 확보에 나섰다. 북극성 1호, 북극성 2호, 북극성 3호, 북극성 4호, 북극성 5호가 순
차적으로 개발되었거나 개발중이다.
2017년 7월 24일, 한국 정부 관계자는 장보고 3급 잠수함에 탑재될 SLBM의 핵심기술 개발에 성공했다고 밝혔다. 정부 비밀사업으로 방위사업청, 국방과학연구소(ADD) 등과 함께 해당 기술들을 자체 개발중이다.
2018년 8월 3일, 문재인 대통령이, 진해 해군기지에서 잠수함에 탑승도 하면서, 휴가를 보냈다. 2018년 장보고 3급 잠수함 1번함이 진수된다는 보도가 수년 전부터 있었다.
2021년 실전배치 될 장보고 3급 잠수함 1번함을 위해, 2020년 말까지 SLBM 개발을 완료할 계획이다.
2018년 9월 14일, SLBM 잠수함 1번함인 SS-083 도산 안창호가 진수되었다.
한국군이 SLBM 개발을 서두르게 된 배경에는 북한이 있다. 북한은 2015년 SLBM 북극성-1형의 시험 발사에 성공했다. 그래서 한국이 서둘러 개발을 해 5년만인 2020년에 지상 사출시험을 완료했다.

## 사출시험
SLBM 사출시험은 수직발사관에서 콜드 런치로 미사일을 발사하는 기술이 성공적인가를 시험하는 것으로서, 3단계 시험을 한다.
- 1단계: 지상 사출시험
- 2단계: 수중 바지선 사출시험
- 3단계: 수중 잠수함 사출시험

2018년 9월 15일, 충남 안흥시험장에서 SLBM 지상 사출시험은 완료했다고 알려졌다. 
2021년 3월, 대한민국 국군 당국은 지상에 대형 수조를 설치, 수중 바지선에서 사출시험하는 것과 비슷한 형태의 시험발사에도 성공한 것으로 전해졌다.
마지막 단계인 실제 잠수함에서의 수중사출시험은 2021년 3월 취역한 3000t급 잠수함 도산 안창호함에서 2021년 9월 15일 성공적으로 실행했다. 도산안창호함은 SLBM 발사관인 콜드 런치(Cold Launch) 방식 수직 발사대를 갖췄다.
대한민국 해군은 도산안창호급 3척, 3600t급 3척, 4000t급 이상 3척을 건조할 계획이다.

## 직경

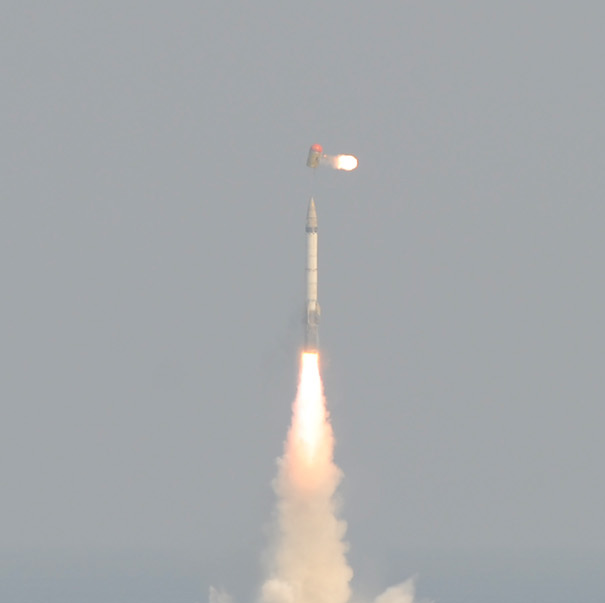
2013년 최초 수중 시험발사 중인 인도의 사가리카 미사일

SLBM은 직경이 중요한 제원이다. 한국 SLBM의 직경은 아직 알려진 바가 없다. 장보고 3급 잠수함의 VLS 직경 보다는 작을 것이다. 북한의 북극성 1호는 직경이 1.4-1.6 m로 매우 큰 미사일이다. 북한이 SLBM으로 사용한다고 발표한 적은 없지만, 스커드 미사일, 노동 미사일은 모두 소련이 SLBM으로 사용했었다.
- 스커드 미사일, 직경 0.88 m
- 북극성 1호, 직경 1.4 m
- 현무-2, 직경 0.92 m
- 사가리카 미사일, 직경 0.74 m
- 브라모스 미사일, 직경 0.64 m

전세계 디젤 잠수함에 VLS를 사용한 예는 별로 없다. 최근에는 러시아 아무르급 잠수함에서 직경 0.64 m 초음속 순항미사일인 브라모스 미사일 10발을 발사하기 위한 VLS를 채택한 적이 있다. 한국의 장보고 3급 잠수함도 배치2부터 VLS 10문을 장착하여 직경 0.533 m 현무-3 순항 미사일을 장착할 것이라고 하기 때문에, 아무르급 VLS와 직경이 비슷할 수도 있다. 그러나 VLS 직경 0.64 m는 SLBM을 발사하기에는 너무 작은 사이즈여서, 더 클 것으로 보인다.
인도의 사가리카 미사일은 한국의 현무-2 미사일, 북한의 스커드 미사일과 매우 비슷한 크기이다. 2단 고체연료, 탄두중량 1톤일 경우 사거리 750 km, 탄두중량 150 kg의 150 kt 수소폭탄일 경우 사거리 2200 km이다. 현재 미국, 러시아, 프랑스 등 전세계에 배치된 SLBM은 매우 대형인데, 한국이 그런 대형 SLBM을 채택할 수는 없다. 따라서, 한국이 개발중인 최초의 SLBM은 인도의 사가리카 미사일과 매우 비슷한 크기일 것으로 추측된다.
이명박 정부 시절, 서균렬 서울대 교수는 100 kt 수소폭탄의 대량생산 공장 건설을 주장했다. 100 kt일 경우 탄두중량은 100 kg 정도 된다. 소형 수소폭탄 설계도는 이미 박정희 정부에서 프랑스의 협조로, 개발을 완료하여 보유중인 것으로 보도되고 있다.
SLBM은 제2격, 즉 적의 선제핵공격인 제1격에 대한 핵보복공격의 핵심수단이다. SLBM에 재래식 탄두를 장착하는 나라는 전세계에 없으며, 수중에서 은밀하게 재래식 탄도 미사일을 발사할, 군사 전략 전술상의 필요성 자체가 별로 없다. 따라서, 한국 최초의 SLBM은 핵탄두를 장착할 것인데, 이것은 비핵화 정책과 모순된다.
한국도 SLBM이 대량응징보복의 핵심 수단이 될 것이라고 보도하고 있다. 그러나 대량응징보복은 북한의 핵공격에 대한 재래식 보복 공격이어서, 보복핵공격인 제2격과는 매우 다른 개념이다. 만약 한국군이 장보고 3급 잠수함 배치1 3척에는 VLS 6문, 배치2, 배치3 6척에는 VLS 10문으로, 9척 모두 합쳐봐야 78발의 SLBM을 발사할 수 있는데, 재래식 탄도 미사일 78발은 절대 유효한 보복공격이 아니다. 한국군은 지상에서 대량응징보복을 하기 위해 2천발 이상의 탄도 미사일을 생산, 배치중이다. 척당 7천억원이나 하는 장보고 3급 잠수함이, 수중에서, 겨우 재래식 탄도 미사일 몇 발을 발사할, 작전상의 실효성이 전혀 없다. 그러나, 핵보유도 금지라서, 핵탄두 장착도 의문시 된다.
속도가 매우 느린 현무-3 순항 미사일도 잠수함 VLS에 장착해 발사한다는데, 전세계적으로, 현무-3와 같은 순항미사일의 경우에는 잠수함 VLS에서 발사하는 경우에도, 재래식 탄두를 쓰고 있다.

## 사거리
K-SLBM의 사거리는 500 km로 알려졌다. 다른 보도에서는, 사거리 800 km 라고 한다. 한국형 SLBM은 지대지 탄도미사일인 현무-2 가운데 사거리가 가장 긴 현무-2C(800 km)를 원형으로 삼을 것이다. 2020년 12월 전력화 예정인 도산안창호함에서 시험 발사한 뒤 2021년 실전 배치될 계획으로 보인다.
- 현무-2B, 사거리 500 km, 1단 고체연료
- 현무-2C, 사거리 800 km, 2단 고체연료

## 같이 보기
- 북극성 1호